# Tammerfors centraltätort
Tammerfors centraltätort är en tätort (finska: taajama) och centralort i Tammerfors stad (kommun) i landskapet Birkaland i Finland. Vid tätortsavgränsningen 31 december 2012 hade Tammerfors centraltätort 317 316 invånare och omfattade en landareal av 265,86 kvadratkilometer.
Tätorten var delad mellan 6 kommuner:
- i Tammerfors stad låg den största delen med 210 131 invånare
- i Nokia stad 26 889 invånare
- i Ylöjärvi stad 23 759 invånare
- i Kangasala kommun 20 280 invånare
- i Lembois kommun 18 734 invånare
- i Birkala kommun 17 523 invånare

## Befolkningsutveckling
| Befolkningsutvecklingen i Tammerfors centraltätort 1960–2012 | Befolkningsutvecklingen i Tammerfors centraltätort 1960–2012 | Befolkningsutvecklingen i Tammerfors centraltätort 1960–2012 | Befolkningsutvecklingen i Tammerfors centraltätort 1960–2012 | Befolkningsutvecklingen i Tammerfors centraltätort 1960–2012 |
| ------------------------------------------------------------ | ------------------------------------------------------------ | ------------------------------------------------------------ | ------------------------------------------------------------ | ------------------------------------------------------------ |
|                                                              |                                                              |                                                              |                                                              |                                                              |
| År                                                           |                                                              |                                                              | Folkmängd                                                    | Landareal (km²)                                              |
| 1960                                                         | 1960                                                         |                                                              | 125 724                                                      | 65,50                                                        |
| 1970                                                         | 1970                                                         |                                                              | 153 761                                                      | 74,80                                                        |
| 1980                                                         | 1980                                                         |                                                              | 161 530                                                      | 87,6                                                         |
| 2012                                                         | 2012                                                         |                                                              | 317 316                                                      | 265,86                                                       |
| Anm.: Ihopvuxen med Ilmarinkylä och Vatiala 1970.            |                                                              |                                                              |                                                              |                                                              |